# Rindfleischetikettierungsüberwachungsaufgabenübertragungsgesetz
Rindfleischetikettierungsüberwachungsaufgabenübertragungsgesetz ( escoltar (?·pàg.)) (abreviat RflEttÜAÜG) és, oficialment, la paraula alemanya més llarga, formada per 63 caràcters.

## Context
El Parlament del land de Mecklemburg-Pomerània Occidental va debatre el 1999 un projecte de llei titulat Rinderkennzeichnungs - und Rindfleischetikettierungsüberwachungsaufgabenübertragungsgesetz («Llei sobre la transferència de les obligacions de vigilància de l'etiquetatge de la carn de boví i la designació dels bovins»). Els diputats van esclafir a riure i el ministre responsable del projecte, Till Backus, va haver d'excusar-se per una «longitud potser excessiva» del mot.
El mot en si, com sol succeir en alemany, és el resultat de la composició d'altres mots més simples. En aquest cas, Rind fleisch etikettierungs über-wachungs auf-gaben über-tragungs gesetz. Començant pel final, Gesetz significa "Llei", Übertragungs, "transferència" (alhora, Übertrangungs és compost per über, preposició, traduïble per "sobre" i Tragung, "transmissió"), Aufgaben, "obligacions, tasques" (en pronunciar-ho, caldrà marcar dos accents, sobre auf i sobre gaben), Überwachung, "seguiment, vigilància", també separable en über i Wachung,Etikettierungs, "etiquetatge", Fleisch, "carn" i Rind, "boví". Pel que fa a la primera part (la que ve abans del guionet), també és separable en diversos mots: Rind (boví) Fleisch (carn) i Kennzeichnungs (designació), alhora format per Kennen (saber) i Zeichnungs (dibuix).
En alemany, quan ens trobem davant d'una paraula composta (cosa molt freqüent), cal pronunciar-la tenint en compte els mots individuals que la componen (si no, no s'entendria). Encara que s'hagi de llegir tot junt, caldrà marcar l'accent tònic de cada paraula individualment considerada. D'aquesta manera, encara que el mot tingui moltes lletres, la seva pronúncia no resultarà excessivament complicada.
La Societat per a la Llengua Alemanya immediatament va promoure el substantiu com a «paraula de l'any». Amb 63 lletres, és la paraula alemanya més llarga que figura en un document d'un òrgan oficial, i és, doncs, la paraula alemanya oficial més llarga, encara que no figuri en un diccionari usual. Finalment la llei va ser aprovada el gener del 2000 com 'Gesetz zur Übertragung der Aufgaben für die Überwachung der Rinderkennzeichnung und Rindfleischetikettierung  ', encara que la forma oficial 'abreujada' ' segueix sent 'Rinderkennzeichnungs- und Rindfleischetikettierungsüberwachungsaufgabenübertragungsgesetz  '.
Convé assenyalar que l'alemany permet la construcció de paraules compostes de longitud indeterminada. Per això el concepte de paraula més llarga continua sent indefinit. Per exemple alguns opositors de la llei s'haurien reunit al voltant d'un Rindfleischetikettierungsüberwachungsaufgabenübertragungsgesetzesgegnerstammtischaschenbecher («Cendrer de la taula dels acèrrims opositors a la llei sobre la transferència de les obligacions de vigilància de la carn de boví»).
Nogensmenys, segons el Llibre Guinness de Rècords la paraula més llarga del món és també alemanya:
Donaudampfschifffahrtselektrizitätenhauptbetriebswerkbauunterbeamtengesellschaft («Societat de funcionaris subordinats de la construcció de la fàbrica principal de l'electricitat per la navegació de vaixells de vapor al riu Danubi»).
S'ha de tenir en compte que en la llengua alemanya es poden desenvolupar paraules molt llargues, com per exemple el Quellewasserqualitätssiegelsdesignersauszubildendensabschlusszeugnisausgabenfeier («Festa de la distribució dels testimonis finals dels aprenents del disseny del desenvolupament dels símbols de la qualitat de l'aigua de les fonts»).
Fàcilment podem separar els mots:
Quelle wasser qualität siegel legels designers auszubildens abschluss zeugnis ausgaben feier
i traduir-los per separat, ajuntant-los tots altre cop per obtenir el significat del mot sencer.
Quelle (font) wasser (aigua) qualität (qualitat) siegel (segell) legels (aprenent) designers (dissenyadors) auszubildens (desenvolupament) abschluss (final) zeugnis (testimoni) ausgaben (distribució) feier (festa).